# The Power of Love (Huey Lewis & the News-låt)
The Power of Love är en singel från 1985 av Huey Lewis and the News, skriven för filmen Tillbaka till framtiden. Den gav bandet deras första #1 hit och var senare med på brittiska versioner av bandets fjärde studioalbum, "Fore!". Sången nominerades 1986 även till en Oscars för bästa sång. Den 24 augusti 1985 nådde den förstaplatsen på Billboard Hot 100.

### Fotnoter
1. ↑  ”Cultural Legacy: Back to the Future” (på engelska). Pastemagazine. 6 juli 2015. https://www.pastemagazine.com/articles/2015/07/cultural-legacy-back-to-the-future.html. Läst 5 november 2016.